# Adolf Bernhard Meyer

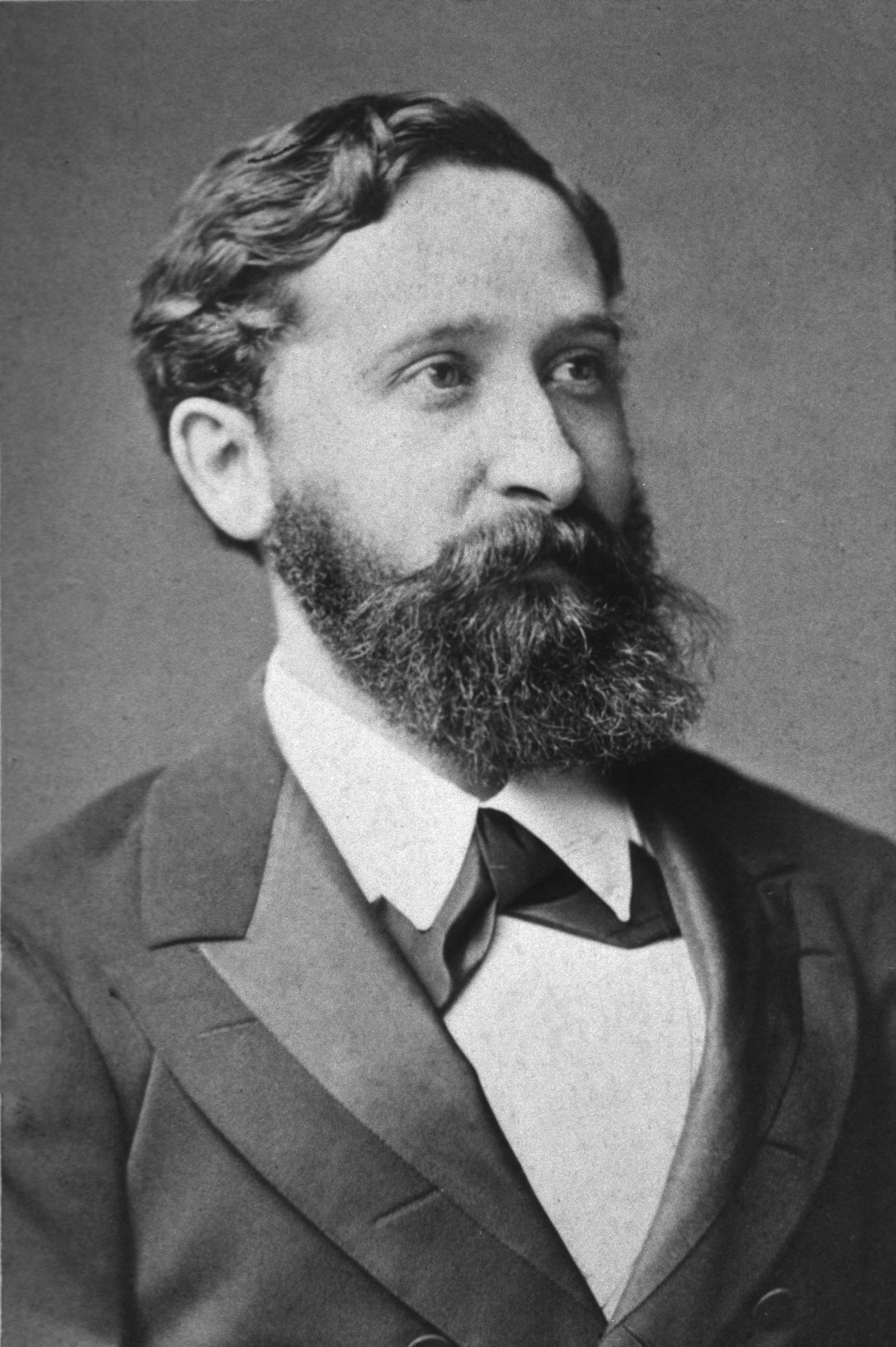
Adolf Bernhard Meyer, 1880

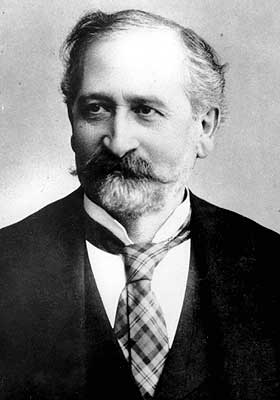
Adolf Bernhard Meyer

Adolf Bernhard Meyer bzw. Aron Baruch Meyer (* 11. Oktober 1840 in Hamburg; † 5. Februar 1911 in Berlin) war ein deutscher Naturwissenschaftler und Anthropologe. Sein Autorenkürzel lautet „Meyer, A.“. Innerhalb der Zoologie war er besonders auf den Gebieten der Primatologie, Vogel- und Insektenkunde tätig und unternahm für diesen Zweck in den frühen 1870er Jahren ausgedehnte Forschungsreisen in den Malaiischen Archipel. Eine zweite Hauptschaffensphase hatte er als Museumsdirektor in Dresden.

## Leben
Meyer studierte an den Universitäten in Göttingen, Wien, Berlin und Zürich Medizin sowie Naturwissenschaften. Sein breit gefächertes Interesse an der Geografie, der Ethnografie und nicht zuletzt auch der Tierkunde brachte in ihm das Verlangen hervor, in unbekannte Gebiete der Erde zu reisen und sie zu erforschen.
Eine erste große Forschungsreise führte ihn 1870 in den Norden der am Äquator gelegenen Insel Sulawesi, damals noch als Celebes bekannt, sowie auf die nördlich benachbarten Philippinen. Zwei Jahre später reiste Meyer nach Neuguinea und durchquerte die Insel als erster an ihrer schmalsten Stelle.
Im Jahre 1874 trat Meyer die Nachfolge Heinrich Gottlieb Ludwig Reichenbachs als Direktor des Königlichen Naturhistorischen Museums in Dresden an und gestaltete es grundlegend um. Zunächst begründete er ein Jahr später im Zuge der fortschreitenden Differenzierung von Natur- und Geisteswissenschaften die ethnologischen Sammlungen als neuen Bestandteil des Museums, das daraufhin 1878 in Königliches Zoologisches und Anthropologisch-Ethnographisches Museum umbenannt wurde. Dieses Museum war der gemeinsame Vorgänger der heutigen Museen für Völkerkunde und für Tierkunde Dresden, die beide nach 1945 entstanden. Die botanischen Objekte der Sammlungen gingen hingegen damals unter Meyers Führung an das Königliche Polytechnikum Dresden und die botanische Fachbibliothek an die Königliche Bibliothek über. Im Jahr 1877 wurde er zum Mitglied der Leopoldina gewählt.
Unter Meyers Ägide erschien 1875 erstmals eine museumseigene Zeitschrift, die „Mitteilungen aus dem Königlich Zoologischen Museum zu Dresden“. Um 1880 übersetzte er die Werke Philip Lutley Sclaters, Charles Darwins sowie Alfred Russel Wallaces und wurde zum Verfechter darwinistischer Theorien. Im Jahre 1897 organisierte Meyer einen großen Ornithologenkongress in Dresden und steuerte hierfür wesentliche Beiträge zur Theorie des Artbegriffs bei.
Nachdem Meyer um 1900 zwei längere Studienreisen an bedeutende europäische und nordamerikanische Naturkundemuseen unternommen hatte, ließ er das Dresdner Museum auf den modernsten Stand der Forschung bringen. Unter anderem trennte er die Objekte in eine Schausammlung für die Öffentlichkeit und eine wissenschaftliche Studiensammlung für Forschungszwecke, außerdem führte er staub- und feuersichere Stahlschränke ein.
Meyers Gang in den Ruhestand 1906 bedeutete für dieses Dresdner Museum das Ende einer Ära. Fünf Jahre später verstarb er.

## Werk
Eine Vielzahl von Tieren wurde von Meyer erstmals beschrieben und auch mit einem Taxon versehen. An Vögeln sind darunter zum Beispiel der Carola-Strahlenparadiesvogel (Parotia carolae), der Wimpelträger (Pteridophora alberti), der Prinzessin-Stephanie-Paradiesvogel (Astrapia stephaniae), der Rotkappen-Mistelfresser (Dicaeum geelvinkianum), die Südinseltakahe (Porphyrio hochstetteri) und der Salvadori-Brillenvogel (Zosterops salvadorii).
Neben seinen Vogelstudien befasste er sich auch mit Primaten. In diesem Fachbereich benannte er unter anderem den Sangihe-Koboldmaki (Tarsius sangirensis), die Wolf-Meerkatze (Cercopithecus wolfi) und den Tonkean-Makak (Macaca tonkeana).
Des Weiteren sammelte er vor allem während seiner Forschungsreisen in Südostasien Vögel, Käfer und Schmetterlinge. Dies alles ist heute Bestandteil der Sammlungen des Museums für Tierkunde Dresden. Weitere Sammeltouren führten ihn durch die Niederlande, in die Schweiz sowie nach Dänemark.

## Ehrungen

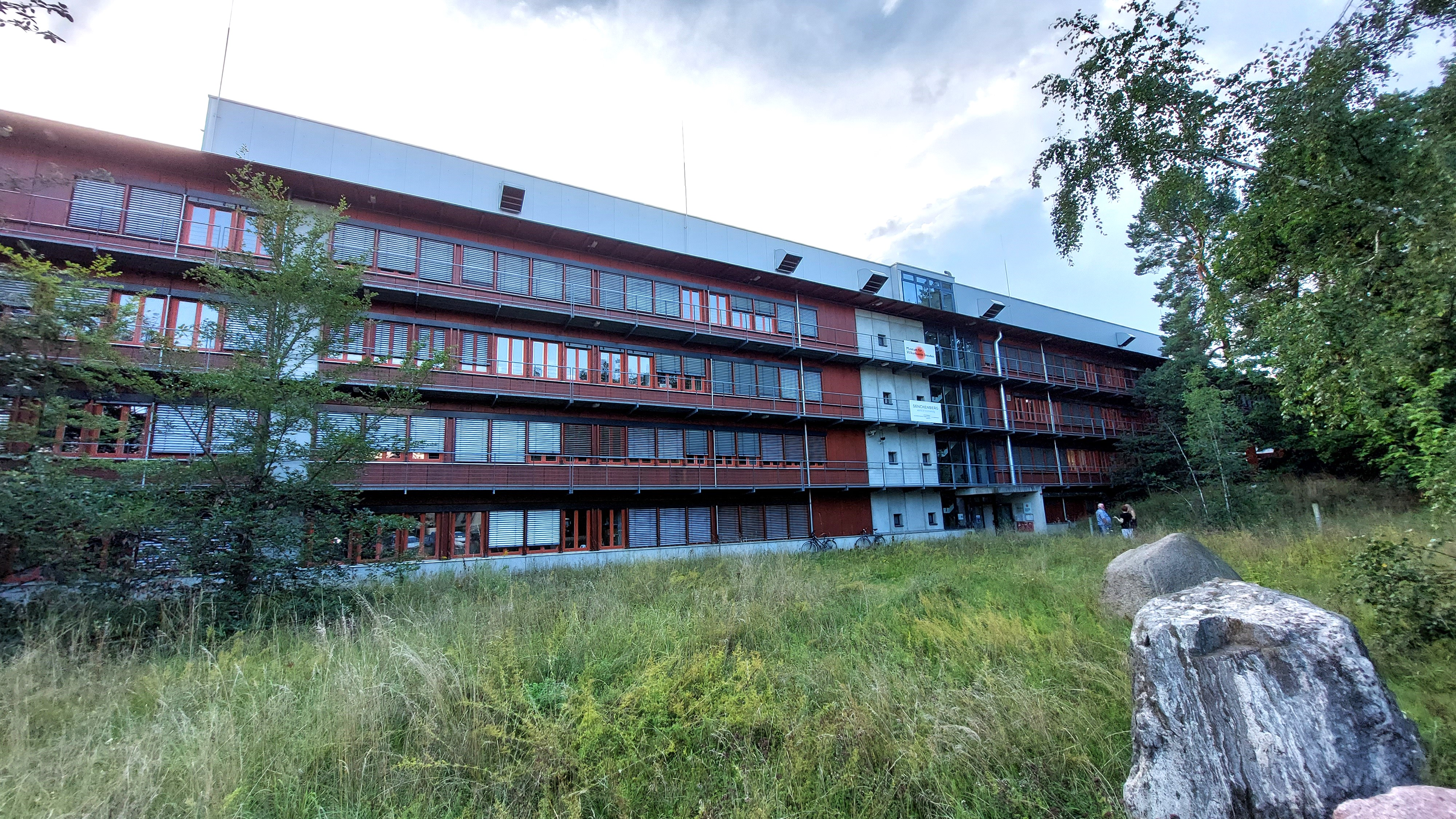
A.B. Meyer-Bau in Klotzsche

Der auf Neuguinea lebende, 1884 entdeckte Schmalschwanz-Sichelkopf, der zu den Paradiesvögeln zählt, wird nach Meyer als Epimachus meyeri bezeichnet. Der Rotschwingen-Bronzekuckuck (Chrysococcyx meyerii) ist ebenfalls nach ihm benannt.
Das Lager- und Verwaltungsgebäude der Staatlichen Naturhistorischen Sammlungen im nördlichen Dresdner Stadtteil Klotzsche heißt Adolf-Bernhard-Meyer-Bau. Hier haben neben dem Museum für Tierkunde und dem Museum für Völkerkunde auch das Museum für Mineralogie und Geologie Dresden, das Landesmuseum für Vorgeschichte Dresden sowie die Naturhistorische Zentralbibliothek Dresden ihre Depots.

## Schriften (Auswahl)
- Das Hemmungsnervensystem des Herzens. Berlin 1869.
- Charles Darwin und Alfred Russel Wallace. Ihre Ersten Publicationen über die „Entstehung der Arten“ nebst einer Skizze Ihres Lebens und einem Verzeichniss Ihrer Schriften. Erlangen 1870.
- Ueber drei neue auf Neu-Guinea entdeckte Papageien. In: Verhandlungen der Kaiserlich-Königlichen Zoologisch-Botanischen Gesellschaft in Wien. Band 24, 1874, S. 37–40 (biodiversitylibrary.org).
- Abbildungen von Vogelskeletten. 2 Bde., Dresden 1879–1890. doi:10.5962/bhl.title.51853
- Über die Namen Papua, Dayak und Alfuren. Wien 1882. (Online bei papuaweb.org; PDF; 1,3 MB)
- Gedächtnißrede auf James Cook gehalten am 8. März 1879. Habel, Berlin 1882 (Digitalisat)
- Die Hirschgeweihsammlung zu Moritzburg. 2 Bde., Dresden 1883–1887.
- Publicationen des Königlich Ethnographischen Museums zu Dresden. 9 Bde., Dresden 1881–1903.
- Gemeinsam mit Georg von der Gabelentz: Beiträge zur Kenntnis der melanesischen, mikronesischen und papuanischen Sprachen, ein erster Nachtr. zu Hans Conon's von der Gabelentz Werke „Die melanesischen Sprachen“. In: Abhandlungen der Philologisch-Historischen Klasse der Königlich-Sächsischen Gesellschaft der Wissenschaften Leipzig, Band 8, Nr. 4, 1882.
- Gurina im Obergailthal, Kärnten. Dresden 1885.
- Das Gräberfeld von Hallstatt, Dresden 1885.
- Album von Philippinentypen I. 1885.
- Unser Auer-, Rackel- und Birkwild und seine Abarten. Mit Illustrationen Gustav Mützels. Wien 1887.
- Album von Celebestypen. Dresden 1889.
- Album von Philippinentypen II. Dresden 1891.
- Gemeinsam mit Lionel William Wiglesworth: The Birds of Celebes and the Neighbouring Islands. Berlin 1898.
- Album von Philippinentypen III. Dresden 1904.
- Amerikanische Bibliotheken und ihre Bestrebungen. 1906.
- Römerstadt Agunt. 1908.

## Einzelbelege
1. ↑  Otto Finsch u. a., S. 380.
2. ↑  Tommaso Salvadori, S. 82.

| Personendaten    | Personendaten                                   |
| ---------------- | ----------------------------------------------- |
| NAME             | Meyer, Adolf Bernhard                           |
| ALTERNATIVNAMEN  | Meyer, Aron Baruch                              |
| KURZBESCHREIBUNG | deutscher Naturwissenschaftler und Anthropologe |
| GEBURTSDATUM     | 11. Oktober 1840                                |
| GEBURTSORT       | Hamburg                                         |
| STERBEDATUM      | 5. Februar 1911                                 |
| STERBEORT        | Berlin                                          |